# Eil Malk
Eil Malk o Mecherchar és l'illa principal de les Illes Mecherchar, un grup d'illes de Palau a l'oceà Pacífic. En sentit estricte, només la península sud-est de Mecherchar es diu Eil Malk. Es troba a 23 km al sud-est de Koror.

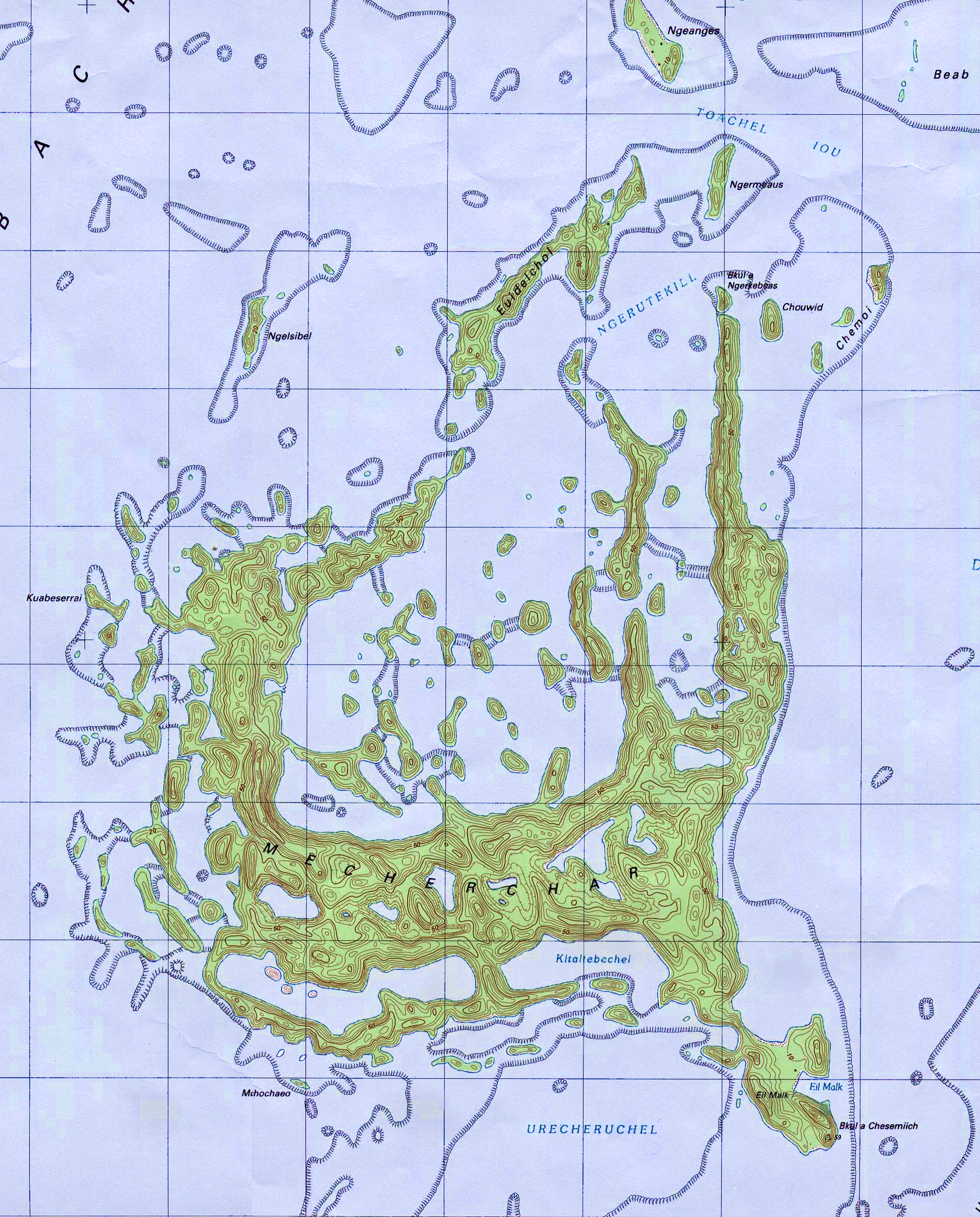
Eil Malk (Mecherchar)

Aquesta illa està densament arbrada i té forma de la lletra Y, amb 6 km de llarg i 4,5 km d'amplada, amb una superfície total de 19 km². La màxima altitud és de 82 m. Hi ha més de 10 petits llacs a l'illa: el més conegut és el llac Medusa, a l'est de l'illa.
Eil Malk està deshabitada, però hi havia unes tres poblacions entre 1200 i 1450.